# 155 mm Artilleriegeschoss DM121
Die Artilleriegranate DM121 ist ein Artilleriegeschoss vom Typ Sprenggeschoss und Kaliber 155 mm für weiche und halbharte Flächenziele sowie von Infrastrukturzielen. Die Munition wurde von Rheinmetall entwickelt und wird von der Bundeswehr mit der Panzerhaubitze 2000 und künftig von der RCH 155 genutzt. Da es dem Joint Ballistics Memorandum of Understanding (JBMoU) entspricht, kann dieses Geschoss aber auch von allen anderen Artilleriegeschützen des Kalibers 155 mm verschossen werden. Der Geschossmantel wird von Rheinmetall in Unterlüß produziert, die Füllung mit Sprengstoff geschah bis zum Bau der neuen Einrichtungen bei Eurenco in Sorgues, Frankreich.

## Eigenschaften
Die DM121 hat mit der PzH 2000 bei 52 Kaliberlängen eine Reichweite von gut 30 km und wenig Streuung. Auf die maximale Entfernung (30 km) sollen etwa 85 Prozent aller Projektile auf einer Fläche einschlagen, die der Größe eines Fußballfeldes entspricht. Die insensitive Munition hat einen zulässigen Temperaturbereich zwischen −46 °C und +63 °C und lässt sich somit in allen Klimazonen einsetzen. Möglich wird dieses durch den Einsatz des neu entwickelten Sprengstoffs „Rh26“ für die explosive Füllung.
Die verbesserten ballistischen Eigenschaften werden erreicht durch eine verbesserte Aerodynamik und einen Hohlboden, somit handelt es sich um ein reichweitengesteigertes HEER-Geschoss. Bei einem Test konnte die PzH 2000 mit einer neu entwickelten Treibladung mit der DM121 eine Entfernung von 35,9 km erreichen, das entspricht einer Entfernung von 34,1 km auf Meereshöhe. In der Praxis wird die Munition nicht auf die maximale Entfernung verschossen, da in diesem Bereich die Streuung stark zunimmt. Somit ist das Geschoss bis zu einer Entfernung von 30 km effektiv einsetzbar.
Der Boden des Geschosses lässt sich abschrauben und durch einen Glimmsatz ersetzen. Damit wird die DM121 zu einem DM131 Base-Bleed-Geschoss, das geringfügig schwerer ist, und eine etwas niedrigere Mündungsgeschwindigkeit V0 erreicht, aber durch den reduzierten Bodensog eine Reichweite von 40 km erzielen kann. Ein solches Geschoss ist unter dem Namen Assegai 1711 getestet worden und konnte 47,4 km erreichen (44,7 km auf Meereshöhe). Der Nachteil ist jedoch eine größere Streuung.
In das Geschoss können verschiedene Zünder eingeschraubt werden, die nach STANAG 2916 vereinheitlicht sind. Im Ziel explodiert das Splitter- und Sprenggeschoss und streut tausende Fragmente in einem weiten Umkreis. Die Splitter sind auf kurze Distanz tödlich für Infanterie und durchschlagen Stahlbleche von leicht gepanzerten Fahrzeugen. Schlägt das Geschoss neben einem Panzer ein, kann die Wirkung ausreichen, um die Laufrollen und Ketten zu beschädigen und ihn dadurch zu immobilisieren, oder die Optiken, Kommunikations- und Waffenanlage unbenutzbar zu machen. Ein direkter Treffer trifft einen Panzer aus steilem Winkel von oben, wo die Panzerung schwach ist und führt meistens zu einem Totalausfall. In größerem Abstand können die Splitter immer noch erhebliche, teilweise tödliche Verletzungen hervorrufen oder ungepanzerte Fahrzeuge immobilisieren.
Das Geschoss kann mit einem verzögerten Zünder mehrere Zentimeter Stahlbeton durchschlagen und danach den Sprengstoff kontrolliert umsetzen.
Das DM121 gehört zur Sorte der getrennt geladenen Munition mit modularen Treibladungsbeuteln oder Plastikbehältern (Zonenladungen). Dabei wird die Zahl der Treibladungen entsprechend der Entfernung zum Ziel  gewählt.

## Varianten und Vergleichstypen
Die M1712 entspricht der DM121 und wird von Rheinmetall Denel in Südafrika für die niederländische Armee gefertigt, die südafrikanische Bezeichnung ist Assegai M0121A1. Alle Geschosse der Assegai-Reihe von Rheinmetall Denel haben dieselbe Ballistik, Maße und Gewichte unabhängig von ihrer Zusammensetzung.
Ähnliche Eigenschaften wie DM121 hat das Artilleriegeschoss LU 211 von KNDS, die es als Hollow Bore und als Base Bleed Version gibt. Es gibt beide Versionen als insensitive Munition mit einer Füllung von etwa 8,8 kg XF 13333 oder mit einer Füllung von Composition B.
Das norwegische Rüstungsunternehmen Nammo vertreibt unter dem Namen NM269 Artilleriegeschosse mit ähnlichem Einsatzprofil. Diese Geschosse gibt es mit Füllungen aus insensitivem Sprengstoff, Composition B oder TNT und unterschiedlichen Schussweiten entsprechend der Ausführung mit Hollow Bore oder Base Bleed. Die Version DiNa ist eine Gemeinschaftsproduktion von Diehl Defence zusammen mit Nammo mit Produktion in Deutschland. 
| Bezeichnung                                                                                | Hersteller/Vertreiber | Land | HB/BT | BB | HE | IM | Compo- sition-B | L52 effektive Schussweite (km) |
| ------------------------------------------------------------------------------------------ | --------------------- | ---- | ----- | -- | -- | -- | --------------- | ------------------------------ |
| DM121 (RH30)                                                                               | Rheinmetall           | DE   | x     |    | x  | x  |                 | 30                             |
| DM131 (RH40)                                                                               | Rheinmetall           | DE   |       | x  | x  | x  |                 | 40                             |
| M1711                                                                                      | Rheinmetall Denel     | NL   |       | x  | x  | x  |                 | 40                             |
| M1712                                                                                      | Rheinmetall Denel     | NL   | x     |    | x  | x  |                 | 30                             |
| M0121A1                                                                                    | Rheinmetall Denel     | SA   | x     |    | x  | x  |                 | 30                             |
| M0121A2                                                                                    | Rheinmetall Denel     | SA   |       | x  | x  | x  |                 | 40                             |
| LU 211 IM-HB                                                                               | KNDS                  | F    | x     |    | x  | x  |                 | 30                             |
| LU 211 IM-BB                                                                               | KNDS                  | F    |       | x  | x  | x  |                 | 40                             |
| LU 211 B-HB                                                                                | KNDS                  | F    | x     |    | x  |    | x               | 30                             |
| LU 211 B-BB                                                                                | KNDS                  | F    |       | x  | x  |    | x               | 40                             |
| NM269 IM HE ER BB                                                                          | Nammo                 | NO   |       | x  | x  | x  |                 | 40                             |
| NM269 IM HE ER HB                                                                          | Nammo                 | NO   | x     |    | x  | x  |                 | 30                             |
| NM269 HE ER BB                                                                             | Nammo                 | NO   |       | x  | x  |    | x               | 40                             |
| NM269 HE ER HB                                                                             | Nammo                 | NO   | x     |    | x  |    | x               | 30                             |
| DiNA 155 mm IM HE ER                                                                       | Diehl Defence/Nammo   | DE   |       | x  | x  | x  |                 | 40                             |
| DiNA 155 mm IM HE ER                                                                       | Diehl Defence/Nammo   | DE   | x     |    | x  | x  |                 | 30                             |
| HB/BT= Hollow Bore/Boat Tail; BB= Base Bleed; HE= High Explosive; IM= Insensitive Munition |                       |      |       |    |    |    |                 |                                |

## Beschaffung und neues Werk in Unterlüß
Die DM121 sollte anfangs bei der Bundeswehr die Vorräte der zuvor gebräuchlichen, aber veralteten Artilleriemunition M107 und M795 ersetzen. Eine Reservierung aus dem Jahr 2009 umfasste 30.000 Stück „zur Regeneration des Verbrauchs und zum Aufbau der durch die NATO vorgegebenen Mindestbevorratung“. Erst im Jahr 2019 wurde dann der Etat für die Beschaffung beschlossen. Die erste Bestellung umfasste 32.000 Stück zum Verkaufspreis von 109 Millionen Euro mit einer Option für weitere 11.000 Stück zum Preis von 37 Millionen Euro. Der Rahmenvertrag sah einen Kauf auf Abruf innerhalb der nächsten fünf Jahre in acht großen Lieferungen vor. Die erste Lieferung erfolgte 2019.
Seit dem russischen Überfall auf die Ukraine 2022 wurden große Mengen Artilleriemunition aus NATO-Reserven in die Ukraine geliefert. Die Nachfrage erhöhte sich damit schlagartig um das Mehrfache. 2023 wurde der bestehende Rahmenvertrag aufgeweitet auf ein Gesamtvolumen von 246 Mio. Euro. Außerdem wurde ein weiterer Rahmenvertrag über die Lieferung mehrerer hunderttausend Geschosse, Zünder und Treibladungsmodule unterschiedlicher Typen abgeschlossen. Der neue Rahmenvertrag läuft bis ins Jahr 2029 und hat ein potenzielles Auftragsvolumen von rund 1,2 Mrd. Euro.
Die Bundesregierung unterstützte 2024 Rheinmetall beim Neubau einer Munitionsfabrik in Unterlüß durch eine langfristige Abnahmegarantie. Das Werk soll im zweiten Jahr die Kapazität von 100.000 Stück und innerhalb von drei Jahren 200.000 Stück Artilleriemunition im Jahr erreichen. Beim Spatenstich am 12. Februar 2024 waren Olaf Scholz, Mette Frederiksen, Boris Pistorius und Armin Papperger von Rheinmetall anwesend. Im Endausbau soll das Werk im dritten Jahr 100 % der Komponenten entweder selbst herstellen oder aus Deutschland beziehen, sowie im Jahr 1.900 Tonnen RDX-Sprengstoff produzieren. Die Notwendigkeit einer solchen Regelung ergab sich aus der Knappheit von Artilleriemunition, nationalen Sicherheitsinteressen und dem bürokratischen Aufwand für den grenzüberschreitenden Transport von Gefahrgut, Explosivstoffen und militärischen Gütern. Dadurch war der konzernweite grenzüberschreitende Austausch von Komponenten nicht mehr gewährleistet, und es bestand die Möglichkeit, dass für die Geschosse trotz entsprechender Produktion in anderen Ländern nicht genügend Sprengstoff für die explosive Füllung, nicht genügend Zünder oder Treibladungen zur Verfügung stehen. 
Darüber hinaus hat Rheinmetall auch an anderen Standorten die Produktionskapazitäten erhöht und will neue Werke aufbauen, außerdem eine Produktion in der Ukraine starten. Am 18. Februar 2024 unterzeichneten Rheinmetall und ein ukrainisches Partnerunternehmen ein Memorandum of Understanding, das künftig auch die Herstellung von Artilleriemunition in der Ukraine ermöglichen soll. Bis 2027 will Rheinmetall die Produktion konzernweit auf insgesamt 1,1 Millionen Stück Artilleriemunition pro Jahr über mehrere Standorte in verschiedenen Ländern aufweiten.
Am 20. Juni 2024 wurde der Abschluss eines neuen Rahmenvertrags bekannt gegeben, dieser erweitert den bestehenden Rahmenvertrag erheblich. Dieser Vertrag über die Lieferung von verschiedenen Typen von 155-mm-Artilleriemunition, Treibladungen und Zündern hat einen Umfang von bis zu 8,5 Mrd. Euro und garantiert Rheinmetall die volle Auslastung der neuen Fabrik in Unterlüß über viele Jahre hinweg und somit die Amortisation der Investitionskosten. An dem Vertrag sind neben der Deutschen Bundesregierung auch die Niederlande, Estland und Dänemark beteiligt, die sich so langfristig die Lieferung von Teilmengen zu festgelegten Preisen sicherten. Zugleich wurde der Abruf der ersten Teilmenge im Volumen von 880 Mio. Euro ab dem Jahr 2025 vereinbart.